# Henryk VI, część 2

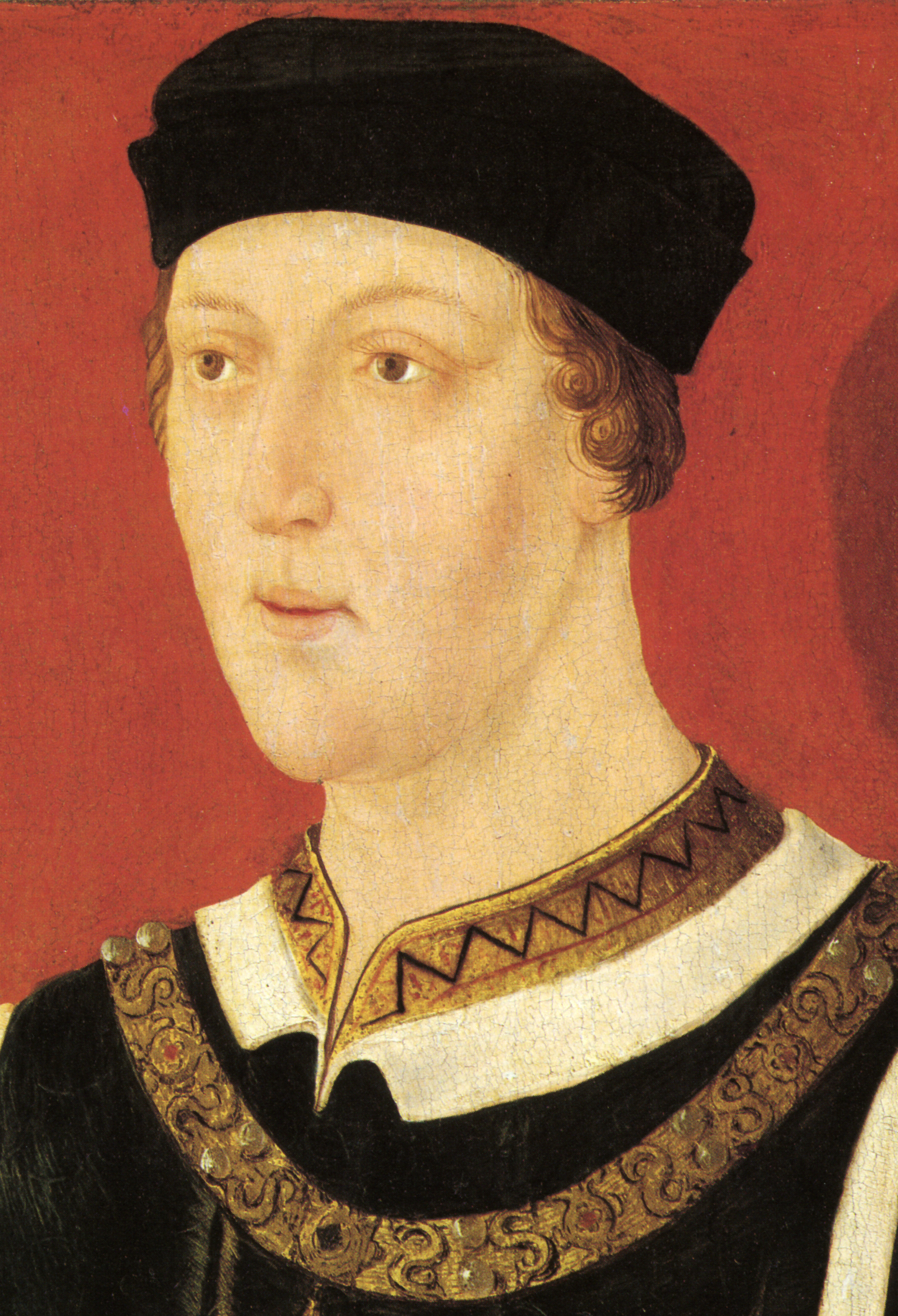
Henryk VI

Henryk VI, część 2 (ang. Henry VI, Part 2) – kronika, napisana przez Williama Shakespeare’a, będąca częścią pierwszej tetralogii. Opisuje losy króla Henryka VI. Została napisana około 1590 roku, wiadomo o niej niewiele.
Po raz pierwszy sztuka ta pojawiła się na scenie w 3 marca 1592. Znalazła się w rejestrze Stationer's Company (organizacji zajmującej się regulacją praw autorskich) w 1594 roku, wtedy też po raz pierwszy ukazała się drukiem. Znalazła się także w Fałszywym Folio. 
Opisuje sytuację na angielskim dworze, sterowanym przez Małgorzatę Andegaweńską. Utwór kończy bitwa pod St. Albans, podczas Wojny Dwóch Róż. Akcja tego utworu jest kontynuacją Henryka VI, części 1, natomiast kolejną, ostatnią częścią cyklu jest Henryk VI, część 3.